# Christine El Mahdy
Christine El Mahdy (* 31. Mai 1950 als Christine Margaret Bamford; † 7. Februar 2008) war eine englische Ägyptologin.
Nach eigenen Angaben startete Christine El Mahdy bereits mit sieben Jahren ihre Karriere und begann im Alter von neun Jahren mit dem Lesen von Hieroglyphen. Nach dem Schulabschluss studierte sie in Manchester und Liverpool Ägyptologie und die koptische Sprache und beendete ihr Studium mit dem Bachelor of Arts und Dipl.-Egyptologist. Sie lehrte Ägyptologie sowohl in England als auch im Ausland, hat zahlreiche Führungen in Ägypten geleitet, war bei Grabungen tätig und arbeitete in den ägyptischen Abteilungen des Bolton Museums in Lancashire und des Liverpool Museums.
Sie war Vorsitzende der privaten „Egyptian Society“, die sie 1988/1989 gründete. Sitz der Organisation ist Taunton, Somerset, deren Ziel es ist, die Ägyptologie allen Studierenden weltweit näherzubringen. Das Angebot der „Egyptian Society“ richtet sich an Studenten der Ägyptologie, die ihre Theorien unter Leitung von Tutoren diskutieren und alternative Standpunkte auswerten oder einfach nur mehr über das Alte Ägypten erfahren möchten.
Christine El Mahdy ist Autorin mehrerer populärwissenschaftlicher Bücher, die weltweit veröffentlicht wurden, teils unter dem Pseudonym Christine Hobson.In deutscher Sprache erschienen sind Tutenchamun – Leben und Sterben des jungen Pharao (2000) und Das Geheimnis der Cheops-Pyramide (2005). In ihrem Buch über Tutanchamun beschreibt sie nicht nur die Entdeckung des Grabes KV62, sondern gibt auch allgemeine Informationen zur Ägyptologie und zu den historischen Hintergründen, die zur Thronbesteigung des jungen Königs führten. Basis für ihre abschließenden Interpretationen über das Leben und Sterben dieses Pharao sind Werke von Cyril Aldred und Nicholas Reeves.

## Schriften
- als Christine Hobson: Exploring the World of the Pharaohs: Complete Guide to Ancient Egypt. Thames & Hudson, London 1987, ISBN 0-500-05046-5.
- Mummies, Myth and Magic in Ancient Egypt. Thames & Hudson, London 1989, ISBN 0-500-05055-4.
- Tutankhamen. The life and death of a Boy-King. Headline, London 1999, ISBN 0-7472-2187-1.
  - deutsch: Tutenchamun – Leben und Sterben des jungen Pharao. Blessing, München 2000, ISBN 3-89667-072-7.
- The pyramid builder. Cheops, the man behind the great pyramid. Headline, London 2003
  - deutsch: Das Geheimnis der Cheops-Pyramide. Goldmann, München 2005, ISBN 3-442-15342-5.